# Zobor (hegy)

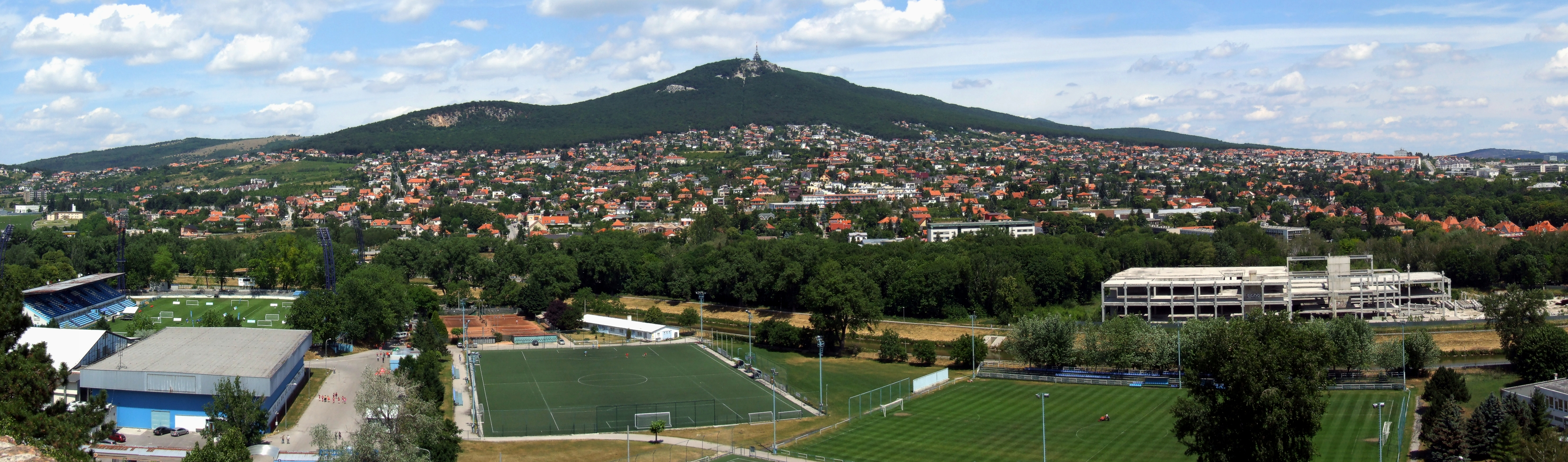
Zobor

A Zobor hegy (szlovákul Zobor) a Tribecs-hegység legdélibb részét képezi, Nyitra mellett. Legmagasabb pontja 586,9 m. A hegytető 1952 óta a Zobori erdősztyeppe (szlovákul Zoborská lesostep) természetvédelmi rezervátum része. A lejtőin napjainkban is szőlőtermesztés folyik. A tető 1994-ig felvonóval is megközelíthető volt, manapság azonban nem üzemel.
Régészeti szempontból gazdag lelőhely. A tetején őskori vár állt, melyet valószínűleg a 9. században a szlávok is használhattak, mint menedékhelyet. Délnyugatra a hegytetőtől már a 11. században a Zoborhegyi apátság kolostora állt, melyet a zobori oklevél, az apátság 1111-ből származó birtokösszeírása említ. A hegytető széles körű kihasználtságát már a Nagymorva birodalom idején feltételezik.
A monda szerint a Zobor hegyen álló öreg tölgyfára akasztották fel a honfoglalók Zobor vezért, akit 3 napos ütközetben ejtettek foglyul. Györffy György a córdobai Ibn Hajján andalúz történetének említése alapján a területet egy más forrásokból ismeretlen vezér (Basman) birtokaként feltételezi.
A hegyen állt az egyik Millenniumi emlékmű, melyet 1921-ben cseh legionáriusok felrobbantottak. Az emlékművet korábban is érték rongálások, például 1904-ben. A hegy képének módosítására több elképzelés is született, legutóbb 2015-ben volt egy sikertelen kísérlet egy óriáskereszt felállítására.

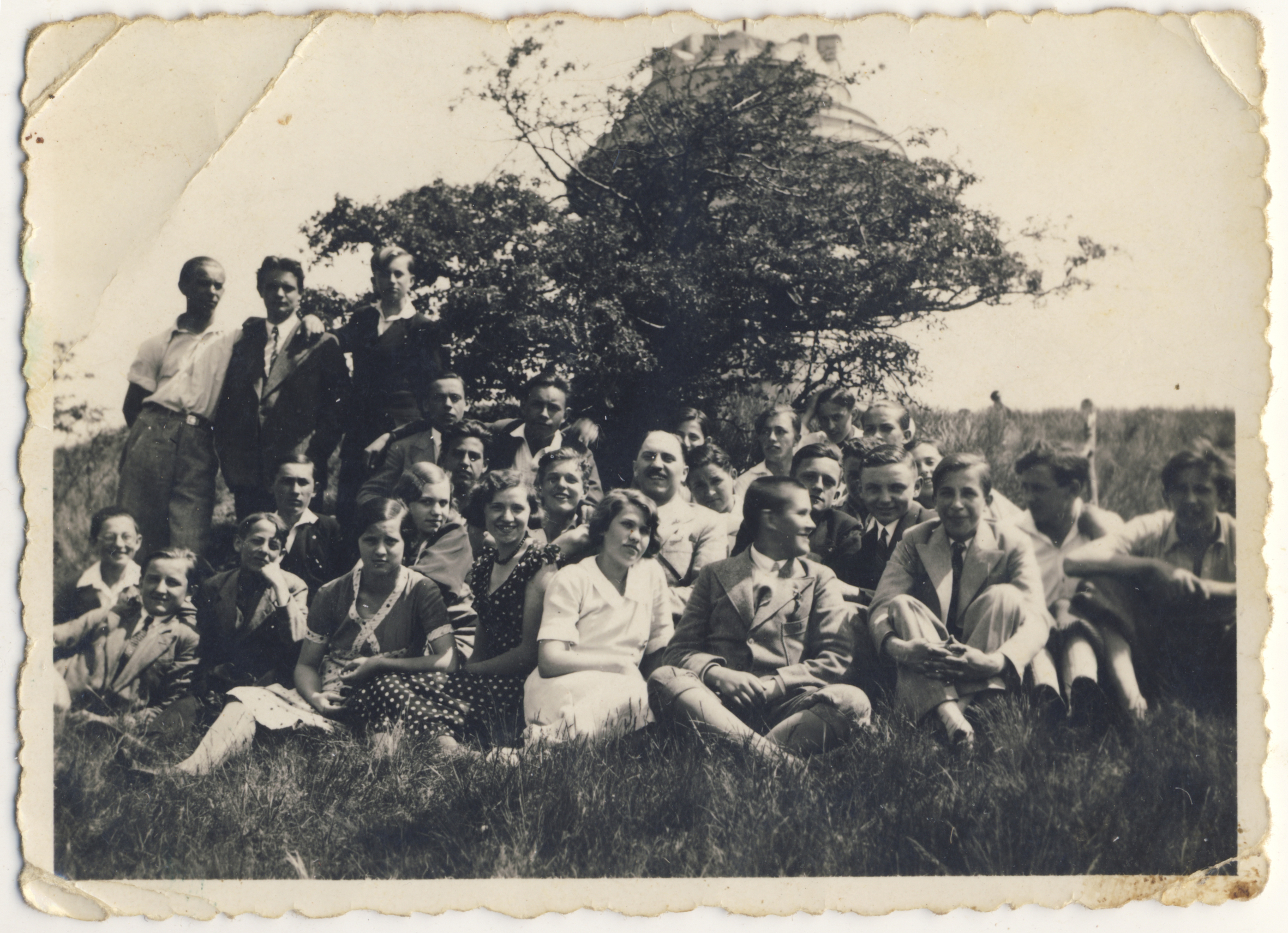
Csehszlovákiai magyar kirándulócsoport a két világháború között

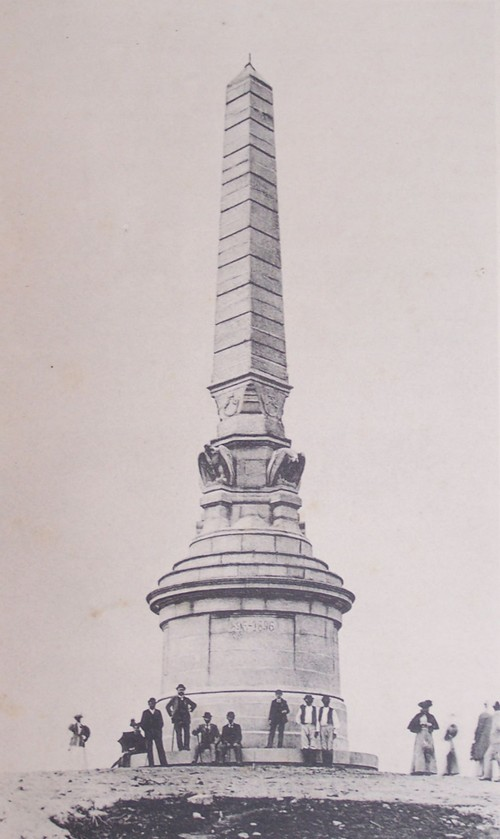
Az egykori zoborhegyi millenniumi emlékmű

Kedvelt kirándulóhely mind a magyar mind a szlovák túrázók és helyiek körében.